# 마이 블루베리 나이츠
마이 블루베리 나이츠(My Blueberry Nights)는 왕가위 감독의 할리우드 진출 첫 번째 감독작품이다. 2007년 칸국제영화제 개막작으로 상영되었다.

## 영화 정보
- 2007년 60회 칸 영화제 개막작으로 상영되었다. 중국어권 영화감독 출신으로는 첫 개막작 선정 작품이다.
- 왕가위 감독의 첫 할리우드 진출작이며, 첫 번째 영어작품이다.
- 가수 노라 존스의 영화데뷔작이다.

## 수상
- 2007년 칸국제영화제 공식경쟁부문 진출

## 출연진
- 주드 로: 제러미 역
- 노라 존스: 엘리자베스 역
- 채드 데이비스: 엘리자베스의 남자친구 역
- 프랭키 페이슨: 트래비스 역
- 내털리 포트먼: 레슬리 역
- 레이철 바이스: 수 린 코펠랜드 역

## 제작진
- 제작사:스튜디오 카날, 제트 톤 필름 프로덕션, Block 2 Pictures
- 감독: 왕가위
- 각본: 로런스 블록, 왕가위
- 촬영: 다리우스 콘쥐
- 음악: 라이 쿠더
- 미술: 장숙평
- 편집: 장숙평